# Robmhapové ze Suché
Robmhapové ze Suché (též Romhápové) byli starý jihočeský vladycký rod, původním německým jménem Rabenhaupt nebo Rhabenhaupt.

## Historie
Pravděpodobně pocházeli z Českých Budějovic. Koncem 14. století získali tvrz Suchá z Hluboké. Kašpar Robmhap dostal za službu císaři Karlu V. v Burgundsku polepšení do erbu, Jiří vlastnil Čejkovice, působil jako purkrabí na Rožmberku. Mikuláš od roku 1525 vykonával funkci dolnorakouského kancléře, jednal ve službách arciknížete Ferdinanda s českými stavy o jeho zvolení českým králem. Za tyto služby obdržel statky v Rakousku a povýšil do panského stavu. Založil vlastní větev rodu, která vymřela v 17. století. Václav zastával post místopísaře Českého království.
Rodina se rozrostla, držela statky jak v Rakousku, tak na Moravě. V Čechách jim patřily Myškovice, Lichtemburk, Krchleby, Třemošnice či Moravany. O některé statky při pobělohorských konfiskacích přišli, protože část rodu odmítla přestoupit na katolickou víru a žila v exilu.
Ferdinand Robmhap ze Suché († 1659) pocházel ze čtyř bratrů, po porážce odbojných stavů na Bílé hoře začal jeho vzestup. Zdědil panství Třemošnou a získal několik statků: Dobrovítov u Ledče nad Sázavou, Šintlochy, Chlum a Krchleby u Čáslavi. Ferdinandovým majestátem byl v roce 1644 povýšen do panského stavu. Svůj majetek odkázal svému bratru Karlovi, který sloužil jako generálporučík v Nizozemsku, ovšem za podmínky, že se vrátí do vlasti a přestoupí na katolickou víru.
Rod po meči vymřel v 18. století, když poslední příslušník rodu, Jan Josef, narozený roku 1712, zemřel v roce 1761. Svoje jmění odkázal Václavu Františku Obyteckému z Obytec.

### V exilu
- Albrecht Rabenhaupt (starší) ze Suché byl v letech 1640 a 1641 na seznamu exulantů v Žitavě, ale přísahu věrnosti složil už v Pirně, kde žil předtím se svou rodinou od roku 1628. Albrecht zemřel 26. 5. 1641 v Žitavě. Jeho manželkou byla Anna Dorota, rozená Maternová z Květnice. Ta se, po smrti manžela, přestěhovala do Drážďan, kde 19. 4. 1655 sepsala závěť. V poslední vůli, jež byla zveřejněna 2.1.1658, odkázala (mimo jiné) drážďanské církvičce české padesát říšských tolarů.[1]
- Kateřina Rebenhaubtin, šlechtična z Čech, bydlela v roce 1636 v Drážďanech v domě Hanse Buchnera se synem a 2 služkami.
- Šlechtic Václav Rabenhaupt byl se svou sestrou v roce 1640 na seznamu exulantů v Žitavě, tam složil přísahu věrnosti zeměpánovi.
- Za Annu Robnhapovou složil přísahu věrnosti Václav v roce 1641 v Žitavě. [2]

## Erb
Podle dřívějšího jména Rabenhaupt (něm. havraní, krkavčí hlava) měli v modrém štítu na šikmém zlatém pruhu tři černé krkavčí hlavy. Po povýšení do panského stavu přibyla ještě jedna krkavčí hlava a do srdečního štítu přijali černého orla.

## Příbuzenstvo
Spojili se s Lažanskými z Bukové, Hýrzly z Chodů, Klenovskými z Ptení, Oppersdorfy či Kolovraty.